# Ernesto Bianco
Ernesto Bianco (nacido Oscar Ernesto Pelicori; Buenos Aires, 20 de junio de 1922-Buenos Aires, 2 de octubre de 1977) fue un actor, director y guionista argentino. Uno de los más versátiles actores argentinos de su generación se desempeñó con igual eficacia en la comedia y el drama.

## Trayectoria
Estudió en el Conservatorio Nacional de Arte Dramático de Buenos Aires con Antonio Cunill Cabanellas debutando en La rosa azul de Eduardo Borrás junto a Delia Garcés en la compañía de Luisa Vehil en 1946. 
Pasó a integrar la Comedia Nacional Argentina en el Teatro Nacional Cervantes entre 1957 y 1960 después de una gira por España.
Entre sus más recordadas intervenciones se destacan Ondina y La Loca de Chaillot de Jean Giraudoux, La Salvaje de Jean Anouilh, El último perro de Guillermo House, Locos de verano de Gregorio de Laferrère, Hombre y Superhombre de Bernard Shaw, Mi querido mentiroso de Jerome Kilty con Inda Ledesma, Los bandidos de Schiller, Boeing Boeing de Marc Camoletti, La Dama de Maxim's de Georges Feydeau, Un enemigo del pueblo de Henrik Ibsen, Después de la caída de Arthur Miller, El Hombre de La Mancha de Dale Wasserman, Can-Can de Cole Porter y su último recordado trabajo Cyrano de Bergerac de Edmond Rostand.
Dirigió El hombre, la bestia y la virtud de Luigi Pirandello y en cine Psique y sexo.
Integró el grupo Gente de Teatro Asociados con Inda Ledesma y Orestes Caviglia.
Filmó más de 25 largometrajes entre 1950 y 1977 junto a Zully Moreno, Amelia Bence, Elsa Daniel, Bárbara Mujica y otras actrices bajo la dirección de Leopoldo Torre Nilsson, Mario Soffici, Hugo del Carril, Oscar Barney Finn y otros.
Destacada figura de la televisión en comedias, teleteatros y unitarios, trabajó en ese medio en Hamlet y Romeo y Julieta, gozó de gran popularidad en programas cómicos como Operación Ja-Já, El Botón, Mi Cuñado con Alberto Olmedo y Osvaldo Miranda.
Casado con la actriz Iris Alonso, es el padre de las actrices Ingrid Pelicori e Irina Alonso. Era un asiduo simpatizante del Club Atlético San Lorenzo de Almagro.

## Fallecimiento
EL 2 de octubre de 1977, después de una función de Cyrano con el cual había vuelto al teatro después de una larga ausencia recibiendo críticas laudatorias, regresó a su casa y, empezó a quejarse de algunos fuertes dolores de cabeza y de cansancio, decidió tomarse una siesta. Falleció mientras dormía víctima de un infarto causado por un aneurisma cerebral. Bianco tenía 55 años de edad.
En su homenaje una de las salas del Centro Cultural General San Martín de Buenos Aires llevó su nombre durante varios años. Las reformas recientes - a partir del 2011 - de ese Centro Cultural, no tuvieron en cuenta la preservación de dicho espacio.
Para su centenario en 2022, el Instituto Nacional del Teatro publicó un notable documento "Nuestro inolvidable Ernesto Bianco" que resume su carrera, con fotografías, reportajes y testimonios de sus colegas.

## Filmografía
Actor
- Un toque diferente (1977)
- La nueva cigarra (1977)
- La película (1975)
- La balada del regreso (1974) ...Él mismo
- Nuestro safari, de la selva y fauna argentina (1969)
- La ciudad de los cuervos (1969)
- Maternidad sin hombres (1968)
- Chão, amor (1968) .... Noel Dubois
- Psique y sexo (1965)
- Los guerrilleros (1965)
- Extraña ternura (1964) .... Fermín
- La herencia (1964)
- Canuto Cañete y los 40 ladrones (1964)
- El demonio en la sangre (1964)
- Bajo un mismo rostro (1962)
- Culpable (1960) .... The Conscience
- Campo virgen (1959)
- Graciela (1956) .... Juan Aliaga
- El juramento de Lagardere (1955)
- La dama del mar (1954)
- El conde de Montecristo (1953) .... Fernando Mondego
- La niña del gato (1953)
- La bestia debe morir (1952) .... Abogado
- Mujeres en sombra (1951)
- Fangio, el demonio de las pistas (1950)
- Con el sudor de tu frente (1949)
- La cuna vacía (1949)
- Tierras hechizadas (1948)

Director
- Psique y sexo (1965)

Guionista
- Psique y sexo (1965)

## Televisión
- Mi Cuñado (1976)
- El inglés de los güesos (1975) .... El inglés
- El Botón (1969) Serie
- Burbuja (1967) Serie .... Alejandro Cruz
- Operación Ja-Já (1967) Serie
- Romeo y Julieta (1966) (TV)
- Hamlet (1964) (TV) .... Claudio

```
Un toque diferente 1977
```

## Teatro
- 1947 (debut profesional)  La rosa azul de Eduardo Borrás, en la compañía de Luisa Vehil, dirigido por Cunill Cabanellas, junto a Elina Colomer, Susana Canales, Hugo Pimentel. En el Teatro Empire.

- 1949: Una ventana al mar de Peter Blackmore, con la compañía de Josefina Díaz - Manuel Collado.

- 1950: La importancia de llamarse Ernesto, de Oscar Wilde, Iris Alonso, María Elena Sagrera, Marcela Sola, dirección de Oscar Ferrigno, en el Teatro Smart.

- 1950: La Loca de Chaillot, de Jean Giraudoux, con el grupo independiente “La Máscara”, en el Teatro Lasalle

- 1952: La salvaje de Jean Anouilh, en el Teatro Lasalle, junto a Rosa Rosen, Nelly Meden, Nathán Pinzón, Iris Alonso, María Elena Sagrera, Julián Bourges, Paula Darlan, Mary López Silva, Francisco Mastandrea. dirección de Esteban Serrador.

- 1953: La cacatúa verde de Arthur Schnitzler, junto a Julio De Grazia, Iris Alonso, María Elena Sagrera, Jorge Rivera López, Ariel Absalon, Emilio Vieyra, Menchu Quesada, Fernando Labat, dirección de Pedro Escudero. En el Teatro Lasalle.

- 1953: Los árboles mueren de pie, de Alejandro Casona, en el Teatro Odeón, junto a Amalia Sánchez Ariño, Nelly Meden, Fernando Siro, Francisco López Silva, y dirección de Armando Discépolo.

- 1953: El don de Adela, de Pierre Balliret y Juan P. Gredy, con Luisa Vehil, Fernando Labat, Virginia Romay y Paquita Vehil. En el Teatro La Comedia.

- 1954: El último perro, estrenada en el Teatro Nacional Cervantes, con José de Ángelis, Alfonso Amigo, Milagros de la Vega, Golde Flami, Nelly Meden, Chita Dufour, Roberto Guthié.

- 1955: El balcón de Julieta de Alberto de Zavalía y Elizalde, junto a Delia Garcés, Perla Achával, Carlota Rossi, Manola Serra, Mónica Bond, Juan Bono, Osvaldo Terranova, Alberto Dalbés. En el Teatro Smart, con dirección de Zavalía.

- 1956: Anastasia, de Marcelle Maurette y Guy Bolton, con dirección de Alberto de Zavalía, junto a Delia Garcés, Antonia Herrero, Juan Bono, Rodolfo Salerno, Alberto Dalbés, Alejandro Anderson, Lalo Hartich, Carlota Rossi, Fanny Brena, María Elena Sagrera, Inés Moreno, Elías Herrero. en el Teatro Smart.

- 1957: Ondina de Jean Giraudoux, junto a Delia Garcés, Ignacio Quirós, Mene Arnó, Martha Quinteros, Eduardo Muñoz, Orlando Sacha, Rafael Cubas, Alejandro Anderson, y dirigido por Alberto de Zavalía. Teatro Auditorium de Mar del Plata.

- 1957: Requiem para una mujer de William Faulkner, con dirección de Luis Mottura, junto a Rosa Rosen, Myriam de Urquijo, Carlos Carella, Eduardo Muñoz, Guillermo Murray, Fernando Sala, Ricardo Hernán, Luis Lupe. en el Teatro Ateneo.

- 1957: Living Room (El cuarto en que se vive), de Graham Greene (en versión de Victoria Ocampo), con Delia Garcés, Eduardo Muñoz, Mene Arnó, Marcela Sola y Margarita Méndez, y dirección de Zavalía, en el Teatro Smart.

- 1958: II Festival de Teatro de las Naciones de París, en la sala Sara Bernhardt y en el Teatro Nacional de Bruselas (Bélgica), Compañía “El Teatro de Buenos Aires” con las obras; El límite de Alberto de Zavalía, y música de Alberto Ginastera, y La carroza del Santísimo Sacramento de Próspero Merimée.con Delia Garcés.

- 1959: El Pan Blanco, de Claude Spaak, con dirección de Orestes Caviglia y actuación de Violeta Antier, Carlos Carella, Milagros de la Vega.

- 1960: Los bandidos, de Schiller, con María Elena Sagrera, Iris Alonso, Eduardo Muñoz, Lalo Hartich, Miguel Ángel Martínez, Eduardo Gualdi, Roberto Torres Maure, Juan Carlos Vargas, Martín López, Fernando Morán, Horacio Forti, Héctor Carrión, Germán Yanes, Tino Pascali, Mario Cueva. Posteriormente ingresan al elenco Alicia Berdaxagar y Carlos Carella.

- 1960: Locos de verano, de Gregorio de Laferrere, dirigido por Armando Discépolo, junto a Violeta Antier, María Rosa Gallo, Alicia Berdaxagar, Nora Cullen, Menchu Quesada, Oscar Viale, Lalo Hartich, Silvia Merlino, Corrado Corradi, en el Teatro Cervantes.

- 1961: Hombre y superhombre, de George Bernard Shaw, dirigido por Orestes Caviglia y junto a Inda Ledesma, Violeta Antier, Milagros de la Vega, Jorge Rivera López, Menchu Quesada, Lalo Hartich, Teatro Cervantes.

- 1962: Querido Mentiroso de Jerome Kilty, con Inda Ledesma, dirigidos por Orestes Caviglia, en el Teatro Argentino

- 1963: Can Can, de Cole Porter y Abe Burrows, con María Concepción César, Ámbar La Fox, Maurice Jouvet, Luis Corradi, Claudio García Satur.en el Teatro Coliseo.

- 1963 La gruta, de Jean Anouilh, en el Teatro Argentino, dirigida por Orestes Caviglia con junto a Milagros de la Vega, Carlos Carella, Ricardo Bauleo, Selva Alemán, Marta Bianchi, José Luis Mazza.

- 1964: Boeing-Boeing, de Marc Camoletti, en el Teatro Astral, con Osvaldo Miranda, Beatriz Bonnet, Nelly Prince, Nelly Beltrán, Paulette Christian.

- 1965: Después de la caída, de Arthur Miller, en el Teatro Astral, María Concepción César, Iris Marga, Fernanda Mistral, Nelly Paniza.

- 1966, El Andador, de Norberto Aroldi, junto a Tita Merello, en el Teatro Provincial, Mar del Plata.

- 1966 El hombre, la bestia y la virtud de Luigi Pirandello, con Inda Ledesma, Claudio García Satur, Tony Vilas, Chela Ruiz, Teatro Argentino

- 1967: La dama del Maxim's de Georges Feydeau, con dirección de Elise Richard, junto a Osvaldo Miranda, Claudia Lapacó, Beatriz Bonnet, Raúl Aubel, Claudio García Satur, Oscar Viale, Eloísa Cañizares, Leonor Galindo. Teatro Astral

- 1968: El Amasijo, de Osvaldo Dragún, junto a María Rosa Gallo y Tito Alonso. Teatro ABC, de Buenos Aires.

- 1968: El hombre de La Mancha de Dale Wasserman, en el Teatro Cómico (hoy Lola Membrives), junto a Nati Mistral, Santiago Gómez Cou, con dirección de Marcelo Lavalle.

- 1969 "Descienda del árbol, mi general", de Peter Ustinov, junto a Iris Marga, Dorys del Valle, Mabel Manzotti, Edgardo Cané, dirección de Martín Clutet,en el Teatro Del Globo.

- 1970: Plaza Suite, de Neil Simon en el Teatro Hotel Provincial (Mar del Plata), con dirección de Alejandro Doria, junto a Osvaldo Miranda, Ana María Campoy, Iris Láinez, Duilio Marzio, Irma Roy, Stella Maris Closas, Pablo Alarcón.

- 1971: La burla de Anthony Shaeffer, con Norman Briski, dirigida por Osvaldo Bonet, en el Teatro Del Globo.

- 1972: Un enemigo del pueblo, de Henrik Ibsen, en adaptación de Arthur Miller, en el Teatro San Martín, con dirección de Roberto Durán y junto a Héctor Alterio, Osvaldo Terranova, Beto Gianola, Alicia Berdaxagar, María Valenzulela, Roberto Carnaghi, Jorge Rivera López, Víctor Hugo Vieyra.

- 1972: "Savonarola" de Agustín Pérez Pardella, dirigido por Pedro Escudero, junto a Alfonso de Grazia, Alfredo Duarte, Ulises Dumont, Gianni Lunadei, Aldo Barbero, en el Teatro Cervantes

- 1973 "El Espejo de las novias" (Versión libre de La Escuela de las Mujeres, de Moliere) junto a Ignacio Quirós, Luisina Brando, Adolfo García Grau, Teresa Blasco, Arnaldo André, José María Vilches, Carlos Macchi.

- 1973: "Hay una chica en mi sopa" de Terence Frisby, junto a Susana Giménez, Osvaldo Cattone, Héctor Méndez, Teatro Neptuno.

- 1974: "Donde duermen dos duermen tres", de Claude Magnier, en el Teatro Re-Fa-Si de Mar del Plata

- 1976: "La fiaca", de Ricardo Talesnik, dirigida por Carlos Gorostiza

- 1977: "Cyrano de Bergerac" de Edmond Rostand, dirigido por Osvaldo Bonet, en el Teatro San Martín.